# Везермарш (район)
Везермарш (нім. Wesermarsch) — район у Німеччині, у складі федеральної землі Нижня Саксонія. Адміністративний центр — місто Браке.

## Населення
Населення району становить 88 430 осіб (станом на 31 грудня 2021).

## Адміністративний поділ
Район складається з трьох міст і 6 міст і громад (нім. Mitgliedsgemeinden).
Дані про населення наведені станом на 31 грудня 2021. Зірочками (*) позначені центри об'єднань громад.
| Самостійні міста/громади: 1. Берне (6755) 2. Браке (місто) (14884) 3. Бутьядінген (6067) 4. Ельсфлет (місто) (9113) 5. Лемвердер (7047) 6. Норденгам (місто) (25959) 7. Офельгенне (5262) 8. Штадланд ({7489) 9. Яде (5854) |